# Bad Homburg Open 2024
Il Bad Homburg Open 2024, sponsorizzato da Solarwatt, è stato un torneo di tennis femminile che si gioca su campi in erba all'aperto. È stata la 4ª edizione del Bad Homburg Open, facente parte per la prima volta della categoria WTA 500 del WTA Tour 2024. Si è svolto al TC Bad Homburg di Bad Homburg, in Germania, dal 23 al 29 giugno 2024.

## Partecipanti

### Teste di serie
| Nazionalità | Giocatrice             | Ranking* | Testa di serie |
| ----------- | ---------------------- | -------- | -------------- |
| Grecia      | Maria Sakkarī          | 9        | 1              |
|             | Ljudmila Samsonova     | 15       | 2              |
| Stati Uniti | Emma Navarro           | 17       | 3              |
| Brasile     | Beatriz Haddad Maia    | 18       | 4              |
|             | Viktoryja Azaranka     | 19       | 5              |
|             | Ekaterina Aleksandrova | 20       | 6              |
| Ucraina     | Elina Svitolina        | 21       | 7              |
|             | Mirra Andreeva         | 23       | 8              |
|             | Anna Kalinskaja        | 24       | 9              |

* Ranking al 17 giugno 2024.

### Altre partecipanti
Le seguenti giocatrici hanno ricevuto una wild card per il tabellone principale:
- Bianca Andreescu
- Paula Badosa
- Tatjana Maria
- Caroline Wozniacki

La seguente giocatrice è entrata in tabellone utilizzando il ranking protetto:
- Angelique Kerber

Le seguenti giocatrici sono passate dalle qualificazioni:

- Lucia Bronzetti
- Jaqueline Cristian
- Diane Parry
- Viktorija Tomova

Le seguenti giocatrici sono entrate in tabellone come lucky loser:
- Tamara Korpatsch
- Jule Niemeier
- Julia Stusek
- Taylor Townsend

### Ritiri
Prima del torneo
- Viktoryja Azaranka → sostituita da  Tamara Korpatsch
- Elisabetta Cocciaretto → sostituita da  Jule Niemeier
- Caroline Garcia → sostituita da  Peyton Stearns
- Anna Kalinskaja → sostituita da  Taylor Townsend
- Julija Putinceva → sostituita da  Julia Stusek
- Markéta Vondroušová → sostituita da  Nadia Podoroska

## Partecipanti al doppio

### Teste di serie
| Nazione     | Giocatrice               | Nazione     | Giocatrice          | Ranking* | Teste di serie |
| ----------- | ------------------------ | ----------- | ------------------- | -------- | -------------- |
| Stati Uniti | Nicole Melichar-Martinez | Australia   | Ellen Perez         | 18       | 1              |
| Rep. Ceca   | Kateřina Siniaková       | Stati Uniti | Taylor Townsend     | 29       | 2              |
| Messico     | Giuliana Olmos           |             | Aleksandra Panova   | 65       | 3              |
| Giappone    | Eri Hozumi               | Spagna      | Sara Sorribes Tormo | 69       | 4              |

* Ranking al 19 giugno 2023.

### Altre partecipanti
La seguente coppia di giocatrici ha ricevuto una wild card per il tabellone principale:
- Vivian Heisen /  Tamara Korpatsch

Le seguenti coppie sono entrate in tabellone grazie al ranking protetto:
- Diana Šnajder /  Elena Vesnina

## Punti
| Evento    | V   | F   | SF  | QF  | 2T   | 1T | Q    | Q1   |      |
| Singolare | 500 | 325 | 195 | 108 | 60   | 1  | 25   | 1    |      |
| Doppio    | 500 | 325 | 195 | 108 | N.D. | 1  | N.D. | N.D. | N.D. |

## Montepremi
| Evento    | V         | F        | SF       | QF       | 2T       | 1T      | Q1      |
| Singolare | 123 480 € | 76 225 € | 44 526 € | 23 445 € | 12 625 € | 8 825 € | 4 345 € |
| Doppio*   | 41 210 €  | 24 970 € | 14 290 € | 7 400 €  | N.D.     | 4 470 € | N.D.    |

*per team

## Campionesse

### Singolare
Diana Šnajder ha sconfitto in finale  Donna Vekić con il punteggio di 6-3, 2-6, 6-3.
- É il secondo titolo in carriera e della stagione per Šnajder.

### Doppio
Nicole Melichar-Martinez /  Ellen Perez hanno sconfitto in finale  Chan Hao-ching /  Veronika Kudermetova con il punteggio di 4-6, 6-3, [10-8].